# Vittaria tibetica
Vittaria tibetica là một loài dương xỉ trong họ Pteridaceae. Loài này được Ching & S.K. Wu mô tả khoa học đầu tiên năm 1983.